# Baltic Cup 1948
Der Baltic Cup 1948 war die insgesamt 12. Austragung des Turniers der Baltischen Länder, dem Baltic Cup seit deren Erstaustragung im Jahr 1928. Es war die erste Ausspielung des Wettbewerbs seit dem Ende des Zweiten Weltkriegs im Jahr 1945. Wie schon 1940 spielten die drei Baltischen Staaten aufgrund der Annektierung durch die Sowjetunion als Unionsrepubliken. Das Turnier fand zwischen dem 26. und 28. September 1948 in Lettland statt. Ausgetragen wurden die Spiele in Riga. Die Litauische Fußballnationalmannschaft gewann zum insgesamt dritten Mal.

## Gesamtübersicht
Tabelle nach Zwei-Punkte-Regel.
| Pl. | Verein         | Sp. | S | U | N | Tore    | Diff. | Punkte |
| --- | -------------- | --- | - | - | - | ------- | ----- | ------ |
| 1.  | Litauische SSR | 2   | 2 | 0 | 0 | 003:100 | +2    | 04     |
| 2.  | Estnische SSR  | 2   | 0 | 1 | 1 | 002:300 | −1    | 01     |
| 3.  | Lettische SSR  | 2   | 0 | 1 | 1 | 001:200 | −1    | 01     |

|                            |   |                |     |
| 26. September 1948 in Riga |   |                |     |
| Lettische SSR              | – | Litauische SSR | 0:1 |
| 27. September 1948 in Riga |   |                |     |
| Litauische SSR             | – | Estnische SSR  | 2:1 |
| 28. September 1948 in Riga |   |                |     |
| Lettische SSR              | – | Estnische SSR  | 1:1 |